# Димитър Митов (критик)
Вижте пояснителната страница за други личности с името Димитър Митов.
Димитър Борисов Мѝтов, известен и като Д. Б. Митов, както и с прякора Дъбът, е български литературен и театрален критик.

## Биография
Роден е на 8 март 1898 г. в Казанлък. Баща му Борис Стефанов Митов, брат на художниците Антон Митов и Георги Митов, е популяризатор на идеите на дарвинизма в България, автор на учебници и директор на прогимназия..
През 1923 г. завършва славянска филология в Софийския университет. През 1925 г. специализира френска и западноевропейска литература в Париж. През 1922 – 1929 г. е библиотекар, а от 1926 до 1941 г. е и преподавател във Френския институт в София. Сътрудничи на „Развигор“, „Литературни новини“ и на много други списания. През 1928 г. основава вестник „Литературен глас“, на който е и редактор до последния му брой през 1944 г.  От 1944 г. е преподавател по история на театъра. Професор е по западноевропейска литература от 1948 г. В периодите 1948 – 1951 и 1954 – 1961 г. е ректор на ВИТИЗ.
Съпруг е на детската писателка Калина Малина.
Умира на 30 юни 1962 г.

## Творчество
Димитър Митов изследва западноевропейската и българската литература между двете световни войни. Занимава се и с въпроси на следвоенната литература и на театъра. Превежда художествена литература от френски език. Автор е на трудовете:
- „Писатели и книги“, в три тома (1934 – 1937 г.);
- „Очерки и критика“ (1946 г.);
- „История на западноевропейската литература“, в пет тома (1950 – 1953 г.);
- „Христоматия по западноевропейска литература“, в три тома (1955 – 1958 г.);
- „Литература, театър, публицистика“ (1960 г.).